# Ramón Pazos
Ramón Pazos fue un militar que actuó durante las Invasiones Inglesas.
Oficial destinado en Buenos Aires, fue ayudante del general Santiago de Liniers durante la primera invasión inglesa, en 1806. No debe ser confundido con José Pazos, edecán de Javier de Elío, quien también actuó en las Invasiones Inglesas y falleció en la Defensa de Buenos Aires.
El 4 de diciembre de 1807 obtuvo los despachos de sargento mayor del Regimiento de infantería ligera del Río de la Plata.
El 14 de diciembre de 1808 fue nombrado segundo jefe de ese cuerpo.
En 1809, tras la asonada de Álzaga el virrey Baltasar Hidalgo de Cisneros reorganizó las milicias designándolo capitán de un cuerpo de milicias con el grado de teniente coronel.
Tras la deposición de Cisneros marchó con este a España, y regresó al Perú con la expedición del general José de la Serna. Fue oficial mayor en Huancavelica.
El general Tomás Iriarte lo menciona en sus memorias.
Una calle de Buenos Aires fue designada con su nombre en 1808.